# Alluyes
Alluyes és un municipi francès, situat al departament de l'Eure i Loir i a la regió de Centre – Vall del Loira. L'any 2007 tenia 686 habitants.

## Demografia

### Població
El 2007 la població de fet d'Alluyes era de 686 persones. Hi havia 258 famílies, de les quals 56 eren unipersonals (24 homes vivint sols i 32 dones vivint soles), 81 parelles sense fills, 113 parelles amb fills i 8 famílies monoparentals amb fills.
La població ha evolucionat segons el següent gràfic:
Habitants censats

### Habitatges
El 2007 hi havia 337 habitatges, 259 eren l'habitatge principal de la família, 50 eren segones residències i 27 estaven desocupats. 326 eren cases i 11 eren apartaments. Dels 259 habitatges principals, 208 estaven ocupats pels seus propietaris, 43 estaven llogats i ocupats pels llogaters i 9 estaven cedits a títol gratuït; 3 tenien una cambra, 10 en tenien dues, 42 en tenien tres, 77 en tenien quatre i 128 en tenien cinc o més. 208 habitatges disposaven pel capbaix d'una plaça de pàrquing. A 96 habitatges hi havia un automòbil i a 137 n'hi havia dos o més.

### Piràmide de població
La piràmide de població per edats i sexe el 2009 era:
| Homes | Edats   | Dones |
| ----- | ------- | ----- |
| 4     | 95 o +  | 0     |
| 0     | 90 a 94 | 0     |
| 8     | 85 a 89 | 0     |
| 4     | 80 a 84 | 8     |
| 20    | 75 a 79 | 12    |
| 16    | 70 a 74 | 24    |
| 16    | 65 a 69 | 20    |
| 8     | 60 a 64 | 8     |
| 12    | 55 a 59 | 12    |
| 28    | 50 a 54 | 24    |
| 24    | 45 a 49 | 20    |
| 8     | 40 a 44 | 16    |
| 32    | 35 a 39 | 16    |
| 28    | 30 a 34 | 36    |
| 24    | 25 a 29 | 24    |
| 12    | 20 a 24 | 4     |
| 16    | 15 a 19 | 32    |
| 8     | 10 a 14 | 24    |
| 12    | 5 a 9   | 36    |
| 12    | 0 a 4   | 16    |

## Economia
El 2007 la població en edat de treballar era de 433 persones, 338 eren actives i 95 eren inactives. De les 338 persones actives 318 estaven ocupades (163 homes i 155 dones) i 20 estaven aturades (11 homes i 9 dones). De les 95 persones inactives 29 estaven jubilades, 36 estaven estudiant i 30 estaven classificades com a «altres inactius».

### Ingressos
El 2009 a Alluyes hi havia 287 unitats fiscals que integraven 745,5 persones, la mediana anual d'ingressos fiscals per persona era de 19.433 €.

### Activitats econòmiques
Dels 20 establiments que hi havia el 2007, 2 eren d'empreses extractives, 1 d'una empresa alimentària, 2 d'empreses de fabricació d'altres productes industrials, 3 d'empreses de construcció, 2 d'empreses de comerç i reparació d'automòbils, 4 d'empreses de transport, 2 d'empreses d'hostatgeria i restauració, 3 d'empreses de serveis i 1 d'una entitat de l'administració pública.
Dels 2 establiments de servei als particulars que hi havia el 2009, 1 era una fusteria i 1 lampisteria.
Dels 2 establiments comercials que hi havia el 2009, 1 era una botiga de menys de 120 m² i 1 una peixateria.
L'any 2000 a Alluyes hi havia 13 explotacions agrícoles.

## Equipaments sanitaris i escolars
El 2009 hi havia una escola elemental integrada dins d'un grup escolar amb les comunes properes formant una escola dispersa.

## Poblacions més properes
El següent diagrama mostra les poblacions més properes.